# Fulleta
Fulleta is een geslacht van haften (Ephemeroptera) uit de familie Leptophlebiidae.

## Soorten
Het geslacht Fulleta omvat de volgende soorten:
- Fulleta dentata